# Parikrama
Parikrama (Hindi: परिक्रमा) es una banda musical de género rock and roll formada en Delhi, India. La mbanda ha tenido varias actuaciones en directo. La banda se formó oficialmente el 17 de junio de 1991 en Delhi. La palabra "Parikrama" significa "revoluciones orbitales".

## Historia
Ellos aún no han comunicado de lanzar un nuevo álbum de larga duración, ya que ellos prefieren ofrecer su música de forma gratuita. Ellos han tenido millones de descargas desde su página web y otras páginas relacionadas. Lanzaron un CD de multimedia gratuito, sus singles y videos musicales fueron lanzados en 2001. La banda no tenía ninguna política en contra de su música, pues era copiada y distribuida. Ellos han hecho de su música, una disponible para su descarga en su página web oficial. 
La banda con frecuencia fusiona los instrumentos de la música clásica de la India, como el mridangam, la tabla y la flauta, con instrumentos convencionales como la guitarra, la batería y los teclados. Ellos se han inspirado e influenciado por los gustos musicales de Pink Floyd, Jimi Hendrix y The Doors. Sonam Sherpa y Saurabh Chaudhary, son los endosatarios que producen efecto especiales de sonido de Carl Martin.

## Integrantes
- Nitin Malik
- Aneesh Arora (Ex Guitarrista)
- Saurabh Choudhary
- Subir Malik
- Gaurav Balani
- Srijan Mahajan
- Shambu Nath
- Imran Khan
- Rajat Kakkar (Ex Baterísa)

## Famosos temas musicales
- Am I Dreaming
- Tears of the Wizard
- In The Middle
- Vaporize
- Whiskey Blues
- Rhythm & Blues
- But It Rained
- Load Up
- Open Skies
- One
- Till I'm No-One Again
- Le Chaim
- I Believe (with Agnee and Shilpa Rao)
- superhero
- xerox
- I believe